# جوناثان روبرتسون
جوناثان روبرتسون (بالهولندية: Jonathan Robertson)‏ (29 مايو 1991 بأمستردام في هولندا - ) هو لاعب كرة قدم هولندي في مركز الوسط. لعب مع توب أوس وTer Leede ‏ والمير سيتي.

## وصلات خارجية
- جوناثان روبرتسون على موقع قاعدة بيانات كرة القدم.إي يو (الإنجليزية)